# Axel Janse
Axel Johan Janse (Ärla, Eskilstuna, Comtat de Södermanland, 18 de març de 1888 – Malmö, 18 d'agost de 1973) va ser un gimnasta artístic suec que va competir a començaments del segle xx.
El 1912 va prendre part en els Jocs Olímpics d'Estocolm, on va guanyar la medalla d'or en el concurs per equips, sistema suec del programa de gimnàstica.
Fou pilot d'aviació i model de l'escultura Befriaren que es troba a Örebro.